# Заполье (Крым)
Запо́лье (до 1948 года Новый Джавлуш; укр. Запі́лля, крымскотат. Yañı Cavluş, Янъы Джавлуш) — исчезнувшее село в Белогорском районе Республики Крым, на территории Русаковского сельского поселения (согласно административно-территориальному делению Украины — Русаковского сельского совета Автономной Республики Крым). Располагалось на севере центральной части района, в предгорье Внутренней гряды Крымских гор, примерно в 3,5 км к северо-востоку от современного села Луговое.

## История
Судя по историческим картам, селение Новый Джавлуш основано на месте прежней деревни Кучук-Джавлуш, которая, в свою очередь, была то-ли маале (отдельный приход), либо частью (кесек) деревни Джавлуш — расстояние между частями около 1,5 километров, Джавлуш северо-восточнее, поскольку в учётных документах XIX — начала XX века самостоятельно не упоминается.
Впервые встречается на военно-топографической карте 1817 года генерал-майора Мухина, на которой 2 деревни: Чавлыш-Пагаэли (будущий Джавлуш) и Чавлыш-Челеби обозначены вместе с 14 дворами в обеих. На карте Петра Кеппена 1836 года название — Джавлуш-Челеби. На карте 1842 года уже Кучук-Явлуш обозначен условным знаком «малая деревня», то есть, менее 5 дворов. Затем, видимо в результате эмиграции крымских татар, особенно массовой после Крымской войны 1853—1856 годов, в Турцию и деревня опустела: если на трёхверстовой карте 1865 года ещё обозначен Кучук-Явлуш, то на карте с корректурой 1876 года селения уже нет.
В конце века селение возродили болгарские колонисты и на верстовой карте 1890 года в деревне Новый Джавлуш обозначено 12 дворов с болгарско-русским населением.
После установления в Крыму Советской власти, по постановлению Крымревкома от 8 января 1921 года была упразднена волостная система и село вошло в состав вновь созданного Карасубазарского района Симферопольского уезда, а в 1922 году уезды получили название округов. 11 октября 1923 года, согласно постановлению ВЦИК, в административное деление Крымской АССР были внесены изменения, в результате которых округа ликвидировались, Карасубазарский район стал самостоятельной административной единицей и село включили в его состав. Новый Джавлуш обозначен на карте Крымского Стат. управления 1922 года, но в Списке населённых пунктов Крымской АССР по Всесоюзной переписи 17 декабря 1926 года отдельно не значится (возможно, учтён вместе с Джавлушем в составе Мушашского сельсовета Карасубазарского района.
В 1944 году, после освобождения Крыма от фашистов, согласно Постановлению ГКО № 5984сс от 2 июня 1944 года, 27 июня болгары и армяне (если они оставались в селе) были депортированы в Пермскую область и Среднюю Азию. 12 августа 1944 года было принято постановление № ГОКО-6372с «О переселении колхозников в районы Крыма», в исполнение которого в район завезли переселенцев: 6000 человек из Тамбовской и 2100 — Курской областей, а в начале 1950-х годов последовала вторая волна переселенцев из различных областей Украины. С 25 июня 1946 года Новый Джавлуш в составе Крымской области РСФСР. Указом Президиума Верховного Совета РСФСР от 18 мая 1948 года, Новый Джавлуш переименовали в Заполье. 26 апреля 1954 года Крымская область была передана из состава РСФСР в состав УССР. На 15 июня 1960 года село уже числилось в составе Русаковского сельсовета.
Ликвидировано в период между 1968 годом, когда Заполье ещё записано в составе Русаковского сельсовета и 1 января 1977 года, когда село уже значилось в списках упразднённых.